# Calvin Pickard
Calvin Pickard (Moncton, 15 aprile 1992) è un hockeista su ghiaccio canadese.

## Palmarès

### Mondiali
- 2 medaglie:
  - 1 oro (Russia 2016)
  - 1 argento (Germania/Francia 2017)